# Gina Rodriguez
Gina Alexis Rodriguez (Chicago, 30 de julio de 1984) es una actriz y productora estadounidense de ascendencia puertorriqueña. Conocida por interpretar a Majo Tenorio en la película de drama musical Filly Brown, a Beverly en el serial televisivo The Bold and the Beautiful y a Jane Villanueva en la comedia, de The CW, Jane the Virgin. Su papel en Jane the Virgin la llevó a ganar un Globo de Oro a la mejor actriz de una serie de televisión - Comedia o musical.

## Primeros años
Rodriguez nació en Chicago, Illinois y es hija de padres puertorriqueños. Su padre es Juan Carlos Rodríguez, un árbitro de boxeo y su madre es Magali Rodríguez. Es la menor de tres hermanas. A la edad de siete años, Rodríguez actuó en la compañía de baile de salsa Fantasía Juvenil. Fue criada católica, y en secundaria asistió a St. Ignatius College Prep. Continuó bailando salsa hasta los diecisiete. A los 16 años, ella junto a 13 jóvenes más fue aceptada en la Colaboración Teatral de la Universidad de Columbia. Asistió a la Escuela de Arte Tisch de la Universidad de Nueva York. Tuvo cuatro años de formación en el Atlantic Theater Company y Experimental Theatre Wing, donde se graduó con una licenciatura en Bellas Artes en 2006.

## Carrera
El 19 de octubre de 2011, Rodriguez obtuvo el papel recurrente de Beverly en el serial televisivo The Bold and the Beautiful. Obtuvo un papel en el musical Go for It, por el cual fue nominada a un Premio Imagen en 2011. Apareció en Filly Brown, y ganó un Premio Imagen por su participación. El 23 de febrero de 2014, Entertainment Weekly anunció que Rodriguez interpretaría el papel principal de Jane Villanueva en Jane the Virgin El 4 de junio de 2014, entró al elenco de la película Sticky Notes que se estrenó en 2016.

## Vida personal
Su hermana mayor Iveliss Rodriguez Simon es banquera, y su media hermana Rebeca es doctora. Iveliss pagó la carrera de Gina en la Escuela de Arte Tisch de la universidad de Nueva York. En una entrevista de 2014, afirmó ser católica, aunque tenía algunos ancestros judíos.
Rodriguez estuvo saliendo con el actor Henri Esteve desde mayo de 2014 hasta septiembre de 2015, después de que se conocieran en una fiesta de despedida.
En 2016, Rodriguez comenzó a salir con el actor Joe LoCicero, a quien conoció en el set de Jane the Virgin. El 7 de agosto de 2018 confirmó en una entrevista con Us Weekly que estaban comprometidos. El 4 de mayo de 2019, la pareja se casó.
El 30 de julio de 2022, la pareja anunció que estaban esperando su primer hijo.
En una entrevista, Rodriguez reveló que sufría de la enfermedad de Hashimoto, que afecta a los tiroides, desde los 19 años.

## Filmografía

### Películas
| Año  | Película                         | Personaje        | Notas                  |
| ---- | -------------------------------- | ---------------- | ---------------------- |
| 2008 | Calling It Quits                 | Dayplayer        |                        |
| 2009 | Osvaldo's                        | Ana Daisy        | Cortometraje           |
| 2010 | Our Family Wedding               | Dama de honor    |                        |
| 2010 | My Super Psycho Sweet 16: Part 2 | Courtney Ramirez |                        |
| 2010 | Go for It!                       | Gina             |                        |
| 2012 | Filly Brown                      | Majo Tonorio     |                        |
| 2012 | California Winter                | Ofelia Ramirez   |                        |
| 2013 | Interstate                       | Nayeli           | Cortometraje           |
| 2013 | Enter the Dangerous Mind         | Adrienne         |                        |
| 2013 | The Price We Pay                 | Médico (voz)     | Cortometraje           |
| 2013 | Sleeping with the Fishes         | Alexis Fish      |                        |
| 2014 | Wild Blue                        | Pilar Robles     | Película de televisión |
| 2014 | Sharon 1.2.3.                    | Cindy            | Película de televisión |
| 2015 | Sticky Notes                     | Natalia          |                        |
| 2016 | Deepwater Horizon                | Andrea Fleytas   |                        |
| 2017 | Ferdinand                        | Una              |                        |
| 2018 | Aniquilación                     | Anya Thorensen   |                        |
| 2019 | Someone Great                    | Jenny Young      |                        |
| 2019 | Miss Bala                        | Gloria Meyer     |                        |
| 2020 | Scoob                            | Velma Dinkley    |                        |
| 2021 | Disomnia                         | Jill             |                        |
| 2023 | Spy Kids: Armageddon             | Nora Torrez      |                        |
| 2023 | Parachute                        | Dra. Akerman     |                        |
| 2024 | Los juegos del amor              | Mack             |                        |

#### Series de televisíon
| Año         | Serie de televisión             | Personaje                  | Notas                                               |
| ----------- | ------------------------------- | -------------------------- | --------------------------------------------------- |
| 2004        | Law & Order                     | Yolanda                    | Episodio: "Enemigo"                                 |
| 2005        | Jonny Zero                      | Rose                       | Episodio: "La Familia"                              |
| 2008        | Law & Order                     | Inez Soriano               | Episodio: "Ilegal"                                  |
| 2009        | Eleventh Hour                   | Robin                      | Episodio: "Subway"                                  |
| 2010        | 10 Things I Hate About You      | Danica                     | Episodio: "Meat Is Murder"                          |
| 2010        | Army Wives                      | Marisol Evans              | 3 episodios                                         |
| 2011        | Happy Endings                   | Rita                       | Episodio: "¿Por qué no puedes leerme?"              |
| 2011        | El Mentalista                   | Elvia                      | Episodio: "Pink Tops"                               |
| 2011 – 2012 | The Bold and the Beautiful      | Beverly                    | 15 episodios                                        |
| 2012        | No Names                        | Megan                      | 3 episodios                                         |
| 2013        | Longmire                        | Lorna Dove                 | Episodio: "La Fiesta ha Acabado"                    |
| 2013        | Rizzoli & Isles                 | Lourdes Santana            | Episodio: "Built for Speed"                         |
| 2014 – 2019 | Jane the Virgin                 | Jane Gloriana Villanueva   | Protagonista                                        |
| 2017        | Brooklyn Nine-Nine              | Alicia                     | Episodio: "Jake & Amy"                              |
| 2018 – 2021 | Carmen Sandiego                 | Carmen Sandiego            | Protagonista (Voz)                                  |
| 2020 – 2021 | Diario de una futura presidenta | Elena Cañero Reed (Adulta) | 8 episodios                                         |
| 2022        | Lost Ollie                      | Momma                      | Main role                                           |
| 2022        | Batwheels                       | Catwoman                   | Voz                                                 |
| 2023-2024   | Not Dead Yet                    | Nell Serrano               | Protagonista; también productora ejecutiva          |
| 2024        | Lucky 13                        | Copresentadora             | Programa de concursos; también productora ejecutiva |
| 2025        | Will Trent                      | Marion Alba                | Protagonista (temporada 3)                          |

#### Como directora
| Año  | Serie de televisión | Notas      |
| ---- | ------------------- | ---------- |
| 2018 | Charmed             | 1 episodio |

## Premios y nominaciones
| Año  | Trabajo                          | Organización                                            | Categoría                | Resultado | Ref.   |
| ---- | -------------------------------- | ------------------------------------------------------- | ------------------------ | --------- | ------ |
| 2011 | Premios Fundación Imagen         | Mejor actriz de reparto                                 | Go for It!               | Nominada  | [ 26 ] |
| 2012 | Premios Fundación Imagen         | Mejor actriz                                            | Filly Brown              | Ganadora  | [ 27 ] |
| 2013 | Premios ALMA                     | Logro especial                                          | Filly Brown              | Ganadora  | [ 28 ] |
| 2014 | Premios Fundación Imagen         | Mejor actriz de reparto                                 | Sleeping with the Fishes | Nominada  | [ 29 ] |
| 2014 | Premios Globo de Oro             | Mejor actriz de serie de televisión - Comedia o musical | Jane the Virgin          | Ganadora  | [ 30 ] |
| 2014 | Premios NHMC                     | Mejor actriz en una serie de televisión                 | Jane the Virgin          | Ganadora  | [ 31 ] |
| 2014 | Premios Young Hollywood          | Estrella revelación                                     | —                        | Ganadora  | [ 32 ] |
| 2015 | Premios Girl Power               | Modelo a seguir                                         | —                        | Ganadora  | [ 33 ] |
| 2015 | Premios de la Crítica Televisiva | Mejor actriz en serie de comedia                        | Jane the Virgin          | Nominada  | [ 34 ] |
| 2015 | Premios Teen Choice              | Actriz de TV: Comedia                                   | Jane the Virgin          | Nominada  | [ 35 ] |
| 2015 | Premios Teen Choice              | Estrella revelación: Mujer                              | Jane the Virgin          | Nominada  | [ 35 ] |
| 2015 | Premios Teen Choice              | Mejor beso                                              | Jane the Virgin          | Nominada  | [ 35 ] |
| 2015 | TVLine                           | Interpretación de la semana                             | Jane the Virgin          | Ganadora  | [ 36 ] |
| 2015 | Premios EWwy                     | Mejor actriz – Comedia                                  | Jane the Virgin          | Ganadora  |        |
| 2015 | Premios Gold Derby               | Mejor actriz de comedia                                 | Jane the Virgin          | Nominada  | [ 37 ] |
| 2015 | Premios Gold Derby               | Relevación del año                                      | Jane the Virgin          | Ganadora  | [ 37 ] |
| 2015 | Premios TCA                      | Logro individual en una comedia                         | Jane the Virgin          | Nominada  | [ 38 ] |
| 2015 | Premios Fundación Imagen         | Mejor actriz de televisión                              | Jane the Virgin          | Ganadora  | [ 39 ] |
| 2015 | Premios Satellite                | Mejor actriz de reparto - Musical o Comedia             | Jane the Virgin          | Nominada  | [ 40 ] |
| 2015 | Asociación de Filme y Televisión | Mejor actriz en una serie de comedia                    | Jane the Virgin          | Nominada  | [ 41 ] |
| 2015 | Premios Globo de Oro             | Mejor actriz de serie de televisión - Comedia o musical | Jane the Virgin          | Nominada  | [ 42 ] |
| 2015 | Premios NAACP                    | Mejor actriz en una serie de comedia                    | Jane the Virgin          | Nominada  | [ 43 ] |
| 2015 | Premio GALECA                    | Estrella emergente                                      | —                        | Ganadora  | [ 44 ] |
| 2016 | Premios People's Choice          | Mejor actriz de comedia de TV                           | Jane the Virgin          | Nominada  | [ 45 ] |
| 2016 | TVLine                           | Interpretación de la semana                             | Jane the Virgin          | Ganadora  | [ 46 ] |
| 2016 | Premios Teen Choice              | Actriz de TV: Comedia                                   | Jane the Virgin          | Nominada  |        |
| 2016 | Premios Women's Imagen           | Mejor actriz en una comedia                             | Jane the Virgin          | Nominada  |        |
| 2016 | Premios de la Crítica Televisiva | Mejor actriz en serie de comedia                        | Jane the Virgin          | Nominada  | [ 47 ] |
| 2016 | Premios Fundación Imagen         | Mejor actriz de televisión                              | Jane the Virgin          | Ganadora  | [ 48 ] |
| 2016 | Premios Globo de Oro             | Mejor actriz de serie de televisión - Comedia o musical | Jane the Virgin          | Nominada  | [ 49 ] |
| 2016 | CinemaCon                        | Estrella del mañana                                     | –                        | Nominada  |        |
| 2018 | Premios Teen Choice              | Actriz de TV: Comedia                                   | Jane the Virgin          | Nominada  |        |
| 2018 | Premios Teen Choice              | Mejor Beso                                              | Jane the Virgin          | Nominada  |        |
| 2018 | Premios MTV Películas + TV       | Mejor beso                                              | Jane the Virgin          | Nominada  |        |
| 2019 | Premios Fundación Imagen         | Mejor actriz de Televisión                              | Jane the Virgin          | Nominada  |        |
| 2019 | Premios MTV Películas + TV       | Mejor interpretación en un show                         | Jane the Virgin          | Nominada  |        |
| 2019 | Premios Teen Choice              | Actriz de TV: Comedia                                   | Jane the Virgin          | Nominada  |        |